# The Almond and the Seahorse
The Almond and the Seahorse és una pel·lícula dramàtica britànica del 2022 dirigida per Celyn Jones i Tom Stern i escrita pel mateix Jones i Kaite O'Reilly, basada en l'obra de teatre homònima d'O'Reilly del 2008. És protagonitzada per Rebel Wilson, Charlotte Gainsbourg, Trine Dyrholm, Jones, Alice Lowe, Ruth Madeley i Meera Syal. La història segueix les vides de dues parelles que s'enfronten als seus éssers estimats que pateixen amnèsia anterògrada. S'ha doblat i subtitulat al català.
La pel·lícula es va estrenar al Festival de Cinema de Zúric el 26 de setembre de 2022.
L'abril de 2021, es va informar que el rodatge principal estava en marxa a Merseyside (Anglaterra) i al nord de Gal·les. Gruff Rhys va compondre la banda sonora de la pel·lícula.